# アクション・ジャクソン/大都会最前線
『アクション・ジャクソン/大都会最前線』（原題：Action Jackson）は、1988年制作のアメリカ合衆国のアクション映画。
『プレデター』の第二班監督やテレビドラマ『特攻野郎Aチーム』の監督を務めたクレイグ・R・バクスリーの映画初監督作品。
ヒロイン役のヴァニティは、第9回ゴールデンラズベリー賞最低主演女優賞にノミネートされた。

## あらすじ
デトロイトでは、自動車産業の大物たちが次々と殺される事件が起きていた。“アクション・ジャクソン”の異名を持つデトロイト市警の巡査部長ジェリコー・ジャクソンは捜査を進めるうち、自動車業界の大物ピーター・デラプレインがからんでいることを彼の新妻パトリスから聞くが、彼女は何者かに殺され、さらにジャクソンにその容疑がかかってしまう。
ジャクソンはデラプレインの愛人であるクラブ歌手のシドニーの協力を得て、汚名をそそぐべく立ち上がると共に、業界の大物社長を暗殺しようとするデラプレインの陰謀も打ち砕こうとする。

## キャスト
| 役名                   | 俳優                         | 日本語吹替 |
| ---------------------- | ---------------------------- | ---------- |
| ジェリコー・ジャクソン | カール・ウェザース           | 内海賢二   |
| ピーター・デラプレイン | クレイグ・T・ネルソン        | 小林清志   |
| シドニー・アッシュ     | ヴァニティ                   | 深見梨加   |
| パトリス・デラプレイン | シャロン・ストーン           | さとうあい |
| コーンブラウ           | トーマス・F・ウィルソン      |            |
| 署長                   | ビル・デューク               | 池田勝     |
| トニー                 | ロバート・デヴィ             |            |
| ストリンガー           | エド・オロス                 |            |
|                        | アル・レオン                 |            |
| 秘書                   | メアリー・エレン・トレイナー |            |
|                        | ブランスコム・リッチモンド   |            |

吹替その他、小島敏彦、加藤精三、加藤正之、渡部猛、大友龍三郎、幹本雄之、高宮俊介、荒川太郎、菊地毅、牛山茂、辻親八、渋谷茂、渡辺美佐
テレビ放映：TBSテレビ「水曜ロードショー」 初回放送日：1991年2月20日